# Скорик Віталій Григорович
Віта́лій Григо́рович Ско́рик (1986—2022) — лейтенант Збройних Сил України, учасник російсько-української війни, що загинув у ході російського вторгнення в Україну в 2022 році.

## Життєпис
Віталій Скорик народився 15 травня 1986 року в селі Харитонівка Срібнянського (з 2020 року — Прилуцького району) Чернігівської області. З 1 серпня 2014 року служив у лавах Збройних сил України у 169-му навчальному центрі «Десна». Захищав Україну в зоні АТО під час війни на сході України. Під час виходу з оточення військової частини в районі м. Дебальцевого Донецької області в лютому 2015 року лейтенант Віталій Скорик, виконуючи бойовий наказ, бувши зв'язківцем ротно-тактичної групи, під постійним обстрілом противника, забезпечував надійний зв'язок підрозділу та, рятуючи ввірене державне майно, на собі виніс технічне обладнання зв'язку роти. 31 липня 2015 року демобілізований. З початком повномасштабного російського вторгнення в Україну 2 березня 2022 року повернувся до України з-за кордону, став на військовий облік. У складі 24-ї окремої механізованої бригади імені короля Данила вирушив на схід України. Загинув 18 березня 2022 року, потрапивши під артилерійський обстріл. 26 березня 2022 року з благословення Високопреосвященнішого митрополита Ніжинського і Прилуцького Климента настоятель Хрестовоздвиженського храму селища Срібне протоієрей Іоанн Багмет звершив чин поховання воїна Віталія Скорика в с. Харитонівка на Срібнянщині.

## Нагороди
- Орден Богдана Хмельницького III ступеня (2022, посмертно) — за особисту мужність і самовіддані дії, виявлені у захисті державного суверенітету та територіальної цілісності України, вірність військовій присязі[3].